# Ворошиловское сельское поселение (Тверская область)
Вороши́ловское се́льское поселе́ние — муниципальное образование в составе Пеновского района Тверской области.
Центр поселения — село Ворошилово.
Образовано в 2005 году, включило в себя территории Ворошиловского и Заборского сельских округов.

## Географические данные
- Общая площадь: 414,0 км²
- Нахождение: западная часть Пеновского района
  - Граничит:
    - на севере — с Рунским СП
    - на востоке — с Чайкинским СП и Охватским СП
    - на юге — с Андреапольским районом, Луговское СП и Андреапольское СП
    - на западе — с Андреапольским районом, Волокское СП

Расположено на Валдайской возвышенности. Много озёр — Витьбино, Пнево, Лопастица, Закачужье, Отолов и др. Основные реки — Волкота (бассейн Западной Двины), Кудь (бассейн Волги).

## Население
| 2005 | 2010 | 2011 | 2012 | 2013 | 2014 | 2015 |
| ---- | ---- | ---- | ---- | ---- | ---- | ---- |
| 575  | ↘405 | ↘404 | ↘383 | ↘371 | ↘365 | ↗372 |
| 2016 | 2017 | 2018 | 2019 | 2020 |      |      |
| ↘354 | ↘350 | ↘314 | ↗333 | ↘316 |      |      |

На 1.01.2008 — 523 человек.

## Населенные пункты
На территории поселения находятся 26 населенных пунктов:
| №  | Населённый пункт   | Тип     | Население |
| -- | ------------------ | ------- | --------- |
| 1  | Большая Переволока | деревня | 1         |
| 2  | Витьбино           | деревня | 1         |
| 3  | Ворошилово         | село    | ↘191      |
| 4  | Гари               | деревня | 1         |
| 5  | Гора Погорелицкая  | деревня | 1         |
| 6  | Гора Сазонова      | деревня | 1         |
| 7  | Заборье            | деревня | 109       |
| 8  | Залуковье          | деревня | 1         |
| 9  | Заселица           | деревня | 1         |
| 10 | Калиновка          | деревня | 0         |
| 11 | Колпино            | деревня | 0         |
| 12 | Лебедево           | деревня | 10        |
| 13 | Лугово             | деревня | 8         |
| 14 | Малая Переволока   | деревня | 10        |
| 15 | Москва             | деревня | 17        |
| 16 | Нелегино           | деревня | 16        |
| 17 | Новоселье          | деревня | 0         |
| 18 | Октябрьское        | деревня | 1         |
| 19 | Осечно             | деревня | 0         |
| 20 | Перелаз            | деревня | 0         |
| 21 | Плоское            | деревня | 1         |
| 22 | Погорелица         | деревня | 5         |
| 23 | Поляны             | деревня | 7         |
| 24 | Семченки           | деревня | 1         |
| 25 | Суханы             | деревня | ↘1        |
| 26 | Тивиково           | деревня | 0         |

## История
В XI—XV вв. территория поселения находилась на границе Новгородской земли со Смоленскими (затем Торопецкими, ещё позднее Ржевскими) землями.

С XVIII века территория поселения входила:
- в 1708—1727 гг. в Санкт-Петербургскую (Ингерманляндскую 1708—1710 гг.) губернию, Тверскую провинцию,
- в 1727—1775 гг. в Новгородскую губернию, Тверскую провинцию,
- в 1775—1796 гг. в Тверское наместничество, Осташковский уезд,
- в 1796—1929 гг. в Тверскую губернию, Осташковский уезд,
- в 1929—1935 гг. в Западную область, Пеновский район,
- в 1935—1944 гг. в Калининскую область, Пеновский район
- в 1944—1957 гг. в Великолукскую область, Пеновский район
- в 1957—1963 гг. в Калининскую область, Пеновский район
- в 1963—1973 гг. в Калининскую область, Осташковский район
- в 1973—1990 гг. в Калининскую область, Пеновский район
- с 1990 в Тверскую область, Пеновский район.

В середине XIX-начале XX века деревни поселения относились к Новинской волости Осташковского уезда.

## Достопримечательности
- Ворошиловский краеведческий музей, филиал Тверского государственного объединенного музея.

## Известные люди
Смирнов Иван Иванович, (1940-1998) , заслуженный работник культуры Российской Федерации, основатель Ворошиловского музея.

## Экономика
Основное предприятие — СПК «Луговское».